# Fernando Niño de Guevara
Fernando Niño de Guevara (ur. 1541 w Toledo, zm. 8 stycznia 1609 w Sewilli) – hiszpański kardynał, arcybiskup i inkwizytor.

## Życiorys
Studiował prawo na uniwersytetach w Alcalá de Henares i Salamance, uzyskując w 1571 roku tytuł doktora praw. Następnie wstąpił na służbę u króla Filipa II. Był kolejno audytorem trybunału apelacyjnego w Valladolid (tzw. Chancillerías), członkiem Królewskiej Rady Kastylii (1580) oraz przewodniczącym Chancillerías w Grenadzie (1584).
5 czerwca 1596 roku papież Klemens VIII mianował go kardynałem prezbiterem San Biagio dell’Anello, a 27 września 1599 roku tytularnym arcybiskupem Filippi. W latach 1599–1602 sprawował urząd wielkiego inkwizytora Hiszpanii i tym samym zwierzchnika całej hiszpańskiej inkwizycji. 30 kwietnia 1601 roku papież mianował go dodatkowo arcybiskupem Sewilli, najbardziej prestiżowej diecezji w Hiszpanii (oprócz Toledo).
Po rezygnacji z funkcji wielkiego inkwizytora Fernando wycofał się do swej archidiecezji i tam spędził ostatnie lata życia.
Słynny jest portret tego kardynała autorstwa El Greco.